# Léopold Pallu de la Barrière
Pour les articles homonymes, voir Pallu (homonymie) et Barrière.
Léopold Augustin Charles Pallu de la Barrière (Saintes, 19 août 1828-Lorient, 13 février 1891), est un officier de marine et écrivain français, gouverneur de la Nouvelle-Calédonie de septembre 1882 à septembre 1884.

## Biographie
Fils d'un universitaire, il entre à l'École navale en octobre 1844 et en sort aspirant de 2e classe en août 1846. Il sert alors sur le Souverain en escadre de Méditerranée puis, aspirant de 1re classe (septembre 1848), passe en juin 1849 sur l'Algérie à la division des côtes occidentales d'Amérique.
Rentré en France par le Pérou comme lieutenant sur le navire marchand Minerve, il devient enseigne de vaisseau en octobre 1850 puis embarque sur la Sésostris à la division du Brésil et de La Plata (1852-1853) avant de passer en juin 1854 sur le Napoléon et de participer à la guerre de Crimée. Il se fait alors remarquer le 17 octobre devant Sébastopol puis à Yalta et à Kertch et aux batteries d'Eupatoria.
Il sert ensuite de novembre 1855 à mars 1856 à la direction du port de Kamiesch et devient en mars 1856 second de la Provençale avec laquelle il prend part à l'attaque de Kinbourn.
Officier de manœuvre en escadre d'évolutions sur l'Alexandre (en) (janvier 1858), il est promu lieutenant de vaisseau en août et part en mars 1860 en Extrême-Orient comme officier de manœuvre dans l'escadre des mers de Chine de Charner sur l'Impératrice Eugénie. Il participe aux opérations de Cochinchine et dirige une compagnie d'élite de cent gabiers chargée de frayer le passage des colonnes d'assaut. Il se distingue alors lors de l'attaque des lignes de Ky Hoa, le 25 février 1861 et est blessé par deux fois dans l'affrontement.
Aide de camp de Charner en Cochinchine puis du préfet maritime de Lorient (1862), il est chargé par le ministre Chasseloup-Laubat de la rédaction d'une relation des opérations de Chine en 1859.
En 1863, il sert sur la Sarthe au Mexique puis commande le Tancrède (en) lors d'une longue campagne dans les mers de Chine. Il participe les 5 et 7 septembre 1864 à la bataille de Shimonoseki dans l'escadre internationale puis dirige les forces françaises réunies à Shanghai, Ningbo et Takou. Il organise après le départ de l'amiral Jaurès le transport des canonnières de Cochinchine et accomplit une mission à Canton.
Aide de camp de Charner (avril 1867), il commande le Diamant de juin 1868 à janvier 1870 dans l'océan Indien et est chargé d'une mission diplomatique à Djeddah et à La Mecque en 1869 en conséquence de massacres de chrétiens.
Capitaine de frégate (août 1869), il combat à terre durant la guerre de 1870, commande en novembre la subdivision de l'Yonne et est nommé général auxiliaire et commandant de la réserve générale de l'armée de l'Est avec laquelle il prend part aux combats de Villersexel et d'Héricourt et participe, le   1er février 1871, à la dernière bataille de la guerre à la Cluse-et-Mijoux. Le 2 février, après avoir conduit le reste de l'armée de réserve en Suisse, il part avec 70 volontaires par le haut plateau en direction de Gex qu'il atteint 8 jours plus tard, ce qui lui vaut d'être cité à l'Ordre de l'armée.
De juin 1871 à juillet 1876, il commande la 2e division d'infanterie du 17e corps et est chargé par l'amiral Pothuau d'écrire la relation du rôle de la marine dans les provinces durant la guerre.
Promu capitaine de vaisseau (avril 1873), il commande par deux fois la Reine Blanche en Méditerranée et se fait remarquer durant l'abordage de son navire en 1877 par la Thétis en face des îles d'Hyères, par son sans-froid.
Commandant des frégates cuirassées Provence (1878), Gauloise (en) première frégate de la Classe Gauloise et Couronne, en escadre de Méditerranée, il devient en 1881 membre de la Commission des machines et du grand outillage et commande cette année-là le cuirassé Turenne. Il est aussi nommé en décembre membre adjoint du Conseil d'amirauté.
De septembre 1882 à septembre 1884, il est Gouverneur de la Nouvelle-Calédonie et commandant de la division navale. Il y fonde une chambre d'agriculture et travaille à l'amélioration des conditions de vie des transportés de droit commun en leur attribuant des concessions de terres. Il est alors unanimement apprécié par ses administrés qui l'élisent en mars 1887 délégué au Conseil supérieur des colonies. Il est également connu pour avoir fait construire dans la colonie un important réseau routier à l'heure où nombre de déplacements entre les villes de la Grande Terre devaient se faire par voie maritime. Il a écrit : « L'expiation commence par les travaux durs. Or, parmi les travaux pénibles, je place en tête le travail des routes... ».
Promu contre-amiral (octobre 1887), major général à Lorient (janvier 1888-août 1889), il prend sa retraite en août 1890.
Pallu de la Barrière travailla aussi à un projet de port à La Réunion, imagina un procédé de protection des coques des navires par des cofferdams remplis de cellulose et fut candidat malheureux à l'Académie française en 1888.
Il meurt à son domicile, 18 cours des Quais à Lorient, le 13 février 1891.

## Œuvres
Outre de nombreux articles dans la Revue des deux Mondes, on lui doit :
- Six mois à Eupatoria, 1857
- Les Gens de mer, 1860
- Histoire de l'expédition de Cochinchine, 1863
- Relation de la guerre de Chine de 1860, 1864
- Histoire de la participation de la marine à la guerre en province contre l'Allemagne, 1874

## Récompenses et distinctions
- Commandeur de la Légion d'honneur (1880). Chevalier (22 avril 1861), officier (30 novembre 1863) puis commandeur de la Légion d'honneur (11 juillet 1880).
- Une rue de Saintes, du Port à La Réunion et de Nouméa, portent son nom.